# غلام‌علی پورعطایی
غلام‌علی پورعطایی (زادهٔ ۱۳۲۶ - درگذشته ۱۲ مهر ۱۳۹۳) نوازنده دوتار و سرآوازهای عارفانه و عاشقانهٔ خراسان و پیشکسوت موسیقی نواحی خراسان بود.

## زندگی
غلامعلی عطایی متولد ۱۳۲۶ در منطقه محمودآباد علیا تربت جام و بازنشسته آموزش و پرورش بود. او از جوانی به خوانندگی و نوازندگی علاقه داشت.
دوتارزنی غلامعلی عطایی در چند مراسم شاهنامه خوانی از اجراهای به یادماندنی اش بود.
در اوان جوانی و در سال ۱۳۴۴ به سبب شهرت در نوازندگی و خوانندگی به تهران دعوت می‌گردد تا در تالار رودکی، مجامع هنری و سفارتخانه‌های اروپایی و رادیو و تلویزیون، همراه با گروه هنرهای آیینی، سنتی و حرکات موزون به سرپرستی هنرمند برجسته هنرهای آیینی «محمد فاروق کیانی‌پور» و دیگر هنرآفرینان میراث کهنسال به اجرای برنامه بپردازد که بسیار مورد اقبال واقع می‌شود. شهرت وی در این زمان تا بدانجا می‌رسید که ضمن سفر به سراسر ایران، برای اجرای برنامه در کشورهای گوناگون از وی دعوت به عمل می‌آید.

غلامعلی عطایی در گفتگویی درباره دوتار گفته بود:
"دوتار ساز دل است. هیچ‌کس از عبارت دوتارنوازی استفاده نمی‌کند و همه می‌گویند؛ دوتارزنی. دوتار را می‌زنند، ولی بقیه سازها را می‌نوازند. دوتار یک جور فریاد است اما این زدن به معنای خشونت نیست. بیشتر جوشش و عصیان روح است. روال دوتارزدن اینگونه است که از یک دعوا شروع می‌شود و به آشتی ختم می‌شود."
او در ماه‌های آخر عمرش مبتلا به عفونت ریه و دردهای شدید کمر و گردن شده بود و سرانجام روز شنبه ۱۲ مهر ۱۳۹۳، در ۶۷ سالگی درگذشت.

## فعالیت‌ها
وی همچنین در بیش از ۱۸ فیلم و سریال به کارگردانی افرادی چون واروژ کریم مسیحی، بهرام بیضایی ایفا نقش نموده‌است.
شرکت در مراسم شاهنامه خوانی با دوتار چون جنگ هفت لشکر، داستان سیاوش، داستان بیژن و منیژه، جنگ کُک کوه زاد (قلعه‌ای در تربت جام به نام قَلْعِگَگ ــ یعنی قلعه یا روستای کوچک) از دیگر فعالیت‌های وی است.
عطایی برای خواندن «نوایی نوایی» و دیگر عاشقانه‌های خراسانی شهرت و محبوبیتی فراوان داشت.